# Montan-Express
Der Montan-Express war ein erster internationaler Fernzug nach dem Zweiten Weltkrieg mit gehobenem Standard, der Frankfurt mit Luxemburg verband.

## Geschichte

### Start 1953
Der Fernschnellzug Montan-Express ging zwei Jahre nach der Gründung der Montanunion, einer Vorläuferorganisation der Europäischen Union, zum Sommerfahrplan 1953 in Betrieb. Deutschland und Luxemburg waren Gründungsmitglieder. Eine solche Verbindung von Luxemburg und dem Rhein-Main-Gebiet als westdeutschem Wirtschaftszentrum schien nur folgerichtig. Gefahren wurde die Verbindung zunächst mit zwei Triebwagen der Baureihe VT 04 der Deutschen Bundesbahn. Sie führten ausschließlich die (alte) 2. Klasse. Um im starken Verkehr gegen 7 Uhr Trassen im Frankfurter Hauptbahnhof zu sparen, fuhr der Zug von Frankfurt bis Koblenz zusammengekuppelt mit dem Triebwagen des Fernschnellzugs Rhein-Main (Ft 31). In der Gegenrichtung verkehrten die Züge getrennt. In Koblenz bestand in beiden Richtungen Anschluss an die Züge der Rheinblitz-Gruppe, so dass damit auch Köln und das Ruhrgebiet mit einer hochwertigen Verbindung an Luxemburg angeschlossen waren.

### Weitere Entwicklung
Ab dem Winterfahrplan 1953/54 verkehrte der Montan-Express in Richtung Luxemburg über Wiesbaden Hauptbahnhof, wodurch zusammen mit der angepassten Umsteigemöglichkeit in Koblenz eine schnelle Verbindung von der hessischen Landeshauptstadt nach Luxemburg und ins Ruhrgebiet entstand. Da der Wiesbadener Hauptbahnhof von der rechten Rheinstrecke etwas abgelegen und ein Kopfbahnhof ist, musste das mit einer früheren Abfahrt in Frankfurt „erkauft“ werden. Die Rückfahrt wurde aber über die linke Rheinstrecke und Mainz Hauptbahnhof gefahren. Immer häufiger kamen auch die neuen Fahrzeuge der Baureihe VT 08 zum Einsatz.

### Ende
Zum Winterfahrplan 1955 wurde der Montan-Express aufgegeben. Die Verbindung wurde – jetzt mit Umsteigen in Koblenz – durch das namenlose Schnellzug-Paar D 277/278 Luxemburg–Koblenz gesichert, das den Anschluss an die Rheinblitz-Gruppe sicher stellte.